# Tapachula
Tapachula (voller Name Tapachula de Córdova y Ordóñez) ist eine unweit der Pazifikküste gelegene mexikanische Stadt, etwa 18 Kilometer von der Grenze zu Guatemala bei Ciudad Hidalgo entfernt. Tapachula liegt im gleichnamigen Municipio, dessen Verwaltungszentrum es ist. Tapachula ist die wirtschaftlich bedeutendste Stadt in Chiapas mit dem höchsten BIP pro Kopf des Bundeslandes. In der Gegend werden vielfältige Industrie- und Agrarprodukte erzeugt. Die wichtigste Rolle Tapachulas besteht in der Handelsverbindung zwischen Mittel- und Nordamerika.

## Toponym
Der Nahuatl-Name tapachollan bedeutet in etwa 'überschwemmter Ort' und bezieht sich auf die häufigen Regenfälle, die vielen Flüsse und Bäche in der Umgebung und das beinahe tropisch-schwüle Klima.

## Lage und Klima
Tapachula liegt etwa 25 km (Luftlinie) von der Hafenstadt Puerto Chiapas an der Pazifikküste entfernt auf einer Höhe von 177 m ü. d. M. Die Entfernung nach Tuxtla Gutiérrez, der Hauptstadt des Bundesstaates Chiapas, beträgt knapp 400 km (Fahrtstrecke); bis nach Mexiko-Stadt sind es knapp 1100 km. Während des ganzen Jahres ist das Wetter extrem heiß und regnerisch: 30–50 °C, 70–90 % Luftfeuchtigkeit (Tropenklima).

## Verkehr und Infrastruktur
Der Flughafen Tapachula (Aeropuerto Internacional de Tapachula) liegt etwa 17 Kilometer südwestlich der Stadt und verfügt über nationale und internationale Verbindungen. Noch einige Kilometer weiter südwestlich liegt der Hafen Puerto Chiapas. Außerdem gibt es einen Bahnhof mit direkten Verbindungen nach Texas sowie zahlreiche Import-Export-Dienstleister. Eine sechsspurige Autobahn führt entlang der Küste. Außerdem verfügt die Stadt über Einkaufszentren mit Kaufhäusern, Zollagenturen, Außenhandelskanzleien sowie das Gefängnis der Ausländerbehörde. Von Tapachula aus startet auch die Route des Ticabusses, der durch ganz Zentralamerika bis Panama fährt.

## Einwohner
Die meisten Einwohner der Stadt sind Mestizen; weniger als 2 % bezeichnen sich noch als reinblütige Indianer. Nach den Daten des Instituto Nacional de Estadística, Geografía e Informática des Jahres 2000 sind 63,22 % der Bewohner katholisch, 12,06 % evangelisch, 6,71 % christlichen Sekten (Adventisten, Mormonen, Zeugen Jehovas) zugehörig, 16,88 % atheistisch und 1,13 % anderen Religionen  zugehörig. Das Bistum Tapachula hat seinen Sitz in Tapachula.

## Geschichte
Der Ort wurde bereits in vorspanischer Zeit (1486) von den Azteken gegründet, die hier eine Station für den Handel mit den Stämmen des guatemaltekischen Hochlandes (Quiché, Cakchiqueles) einrichteten. Nach der Conquista Guatemalas durch ein spanisch-tlaxcaltekisches Expeditionsheer unter Pedro de Alvarado scheint Tapachula etwas an Bedeutung verloren zu haben, doch im Jahr 1794 wurde es zum Hauptort der Provinz Soconusco, eines Teils des späteren mexikanischen Bundesstaates Chiapas, ernannt; die vollen Stadtrechte erhielt Tapachula erst im Jahr 1842. Während des Porfiriats (1876/7–1911) kamen viele deutsche Siedler von Guatemala aus in die Region von Tapachula (siehe Unión Juárez), um dort große Kaffeeplantagen zu errichten. Während des Zweiten Weltkrieges wurde ein Teil der Kaffeeplantagen, die sich in deutschem Besitz befanden, enteignet und an Agrargenossenschaften übergeben. Wegen seiner geographischen Lage ist Tapachula seit dem Ende des 20. Jahrhunderts Sammelpunkt für mittelamerikanische Einwanderer, die entweder in die USA auswandern wollen oder kurzzeitig in den Kaffeeplantagen Tapachulas arbeiten wollen.
Ausläufer des Hurrikans Stan richteten im Oktober 2005 schwere Zerstörungen an.

## Sehenswürdigkeiten
Stadtzentrum
- Das Archäologische Museum (Museo Arqueológico del Soconusco en Tapachula) im Antiguo Palacio Municipal zeigt Stelen aus Izapa, einem mit Jadeplättchen belegten Schädel aus Toniná und andere Funde von Orten in Chiapas.
- Die ehemalige Kathedrale und heutige Pfarrkirche (Iglesia San Agustin) ist ein neoklassischer Bau aus dem 19. Jahrhundert.
- Der Parque Hidalgo im Stadtzentrum ist der abendliche Treffpunkt der einheimischen Bevölkerung.
- Der Neubau der Kathedrale (Catedral San José) wurde bereits in den 1950er Jahren konzipiert, jedoch erst in den 1980er Jahren abgeschlossen.

Umgebung
- Ein Besuch der präspanischen archäologischen Stätte (Zona Arqueólogica) von Izapa (12 km) ist unbedingt empfehlenswert.
- Der Pico de Loro (deutsch: „Papageienschnabel“) ist eine Granitformation wenige Kilometer vor Unión Juárez mit Panoramablick auf den Vulkan Tacaná und den in Guatemala liegenden Vulkan Tajumulco (43 km).
- Die Kaffeeplantagen in Cacahoatán und die Chaletsgegend von Unión Juárez (40–50 km) bieten ein angenehmeres Klima, das zu Wanderungen in der waldreichen Umgebung einlädt.
- Die Strände von Puerto Chiapas (ehemals Puerto Madero) und den Nachbarorten (25–40 km) an der Pazifikküste werden vor allem von Mexikanern gerne besucht.

## Sonstiges
- Söhne der Stadt:
  - Fray Matías de Córdova (1768–1828), treibende Persönlichkeit im Unabhängigkeitskampf von Chiapas
  - Sebastián Escobar (1831–1893), Gouverneur von Chiapas
  - Amparo Montes (1925–2002), Sängerin
  - Carlos Olmos (1947–2003), Schriftsteller und Dramatiker
  - Augusto Enrique Villarreal Quezada (1934–2005), Schriftsteller und Journalist; Kämpfer für die Loslösung der Provinz Soconusco von Chiapas
- Wichtigste Zeitungen: El Orbe, Cuarto Poder, El Día, La República en Chiapas